# Месилим
Месилим (также Меселим или Месалим) — царь (лугаль) древнего шумерского города Киша в XXVI веке до н. э.

## Биография
Вероятно его имя имеет семитское происхождение. Однако в царском списке среди представителей I династии Киша он не упоминается. Доподлинно неизвестно, правителем какого города был Меселим. Возможно, он происходил из эламского города Авана (Аванская династия). Хотя он и носил титул «лугаль Киша», но, по-видимому, в действительности правителем собственно Киша не был. Его божеством-покровителем назван Иштаран — божество города Дера, лежащего на пути из долины реки Диялы в Аван. Здесь, видимо, и была родина Месилима. Тот, вероятно, просто использовал славный титул «лугаль Киша» для поднятия своего авторитета, а не в качестве указания на город из которого он происходил.
Месилим оставил довольно заметный след в истории. В нескольких подлинных раннединастических шумерских надписях Месилим выступает как гегемон, стоящий над правителями Адаба Нин-кисальси, Лагаша Лугаль-шаг-энгура и Уммы. Так, он в качестве суверена определил границу между номами Лагашем и Уммой и в знак её нерушимости поставил там свою памятную стелу с надписью. Надпись на конусе Энтемены гласит:

«Бог Энлиль — царь всех стран, отец всех богов — своим истинным словом для богов Нингирсу и Шары границу установил. Месалим, царь города Киша, по повелению бога Иштарана (территорию) землемерной веревкой отмерил, на этом месте стелу установил».— «Надпись Энтемены на "историческом конусе"»
Таким образом лагашские «историки» подтверждают тот факт, что в руках Месилима была власть над всем Шумером.
Сохранилась надпись на пожертвованной им богу покровителю Лагаша Нингирсу навершии каменной булавы с изображением львов и эмблемы города. На этой же надписи указано, что правил Лагашем в то время энси Лугаль-шаг-энгур: «Месилим, царь Киша, строитель храма бога Нингирсу, сделал [это] для Нингирсу, [когда] Лугаль-шаг-энгур был энси Лагаша». В Адабе было найдено несколько предметов с надписями Месилима, в том числе ваза.
Месилим стал первым из известных нам обладателей божественного происхождения. В одной из своих надписей он называет себя «возлюбленным сыном Нинхурсаг», шумерской богини-матери. Однако это не значит, что он считал себя божеством.